# Ghogha
Ghogha là một thị trấn thống kê (census town) của quận Bhavnagar thuộc bang Gujarat, Ấn Độ.

## Địa lý
Ghogha có vị trí 21°41′B 72°17′Đ / 21,68°B 72,28°Đ Nó có độ cao trung bình là 0 mét (0 feet).

## Nhân khẩu
Theo điều tra dân số năm 2001 của Ấn Độ, Ghogha có dân số 10.849 người. Phái nam chiếm 50% tổng số dân và phái nữ chiếm 50%. Ghogha có tỷ lệ 65% biết đọc biết viết, cao hơn tỷ lệ trung bình toàn quốc là 59,5%: tỷ lệ cho phái nam là 76%, và tỷ lệ cho phái nữ là 53%. Tại Ghogha, 14% dân số nhỏ hơn 6 tuổi.